# التسلسل الزمني لتاريخ الأندلس
الفقرات التالية هي تسلسل زمني لوجود الإسلام في شبه الجزيرة الإيبيرية في العصور الوسطى، بالمناطق المسماة باسم الأندلس، وهي على فترات كالتالي:
- 711 - 726: الفتح الإسلامي للأندلس تحت راية الخلافة الأموية.
- 711 - 756: ولاية الأندلس.
- 756 - 929: إمارة أموية مستقلة عن الدولة العباسية باسم إمارة قرطبة أنشئها عبد الرحمن الداخل.
- 929 - 1031: خلافة أموية عاصمتها قرطبة اسسها عبد الرحمن الثالث.
- 1031 - 1085: فترة ملوك الطوائف أو الممالك الإسلامية المستقلة في الأندلس بعد سقوط خلافة قرطبة.
- 1085 - 1144: دولة المرابطين.
- 1144 - 1172: الفترة الثانية لملوك الطوائف [الإسبانية].
- 1172 - 1212: الموحدون.
- 1212 - 1238: الفترة الثالثة لملوك الطوائف [الإسبانية].
- 1238 - 1492: مملكة غرناطة.